# ورنكيات الشكل
ورنكيات الشكل (الاسم العلمي: Rajiformes) هي رتبة من الأسماك تتبع طبقة الشفنينيات من طائفة الأسماك الغضروفية. وهي من الرتب الأربعة لطبقة الشفنينيات ولها أجسام مسطحة ذات صلة بالقروش.
تتميز ورنكيات الشكل بتضخم كبير للزعانف الصدرية، التي تصل إلى جانبي الرأس، وجسم مسطح. تعرف الحركة التموجية للزعنفة الصدرية لهذه الأصناف بالحركة ال (Rajiform Locomotion). لها عينان ومَنفَسان الفوهة التنفسية في القسم العلوي من الجسم أما الشقوق الخيشومية فعلى القسم السفلي.أغلب أنواع ورنكيات الشكل لاحمة (آكلة للحوم بوجه عام) تغتذي بالرخويات واللافقريات في قاع البحر، وكذلك تغتذي بالاسماك الصغيرة.إلا ال(manta ray) فهي تعد مُتغذيات ترشيحية (أي بترشيح العوالق من ماء البحر). معظم الأنواع ولودة ويضع بعض منها البيض في كبسولة قرنية ("حورية البحر") (mermaid's purse).

## التصنيف
الأنواع التالية معترف بها:
- الفصيلة الورنكية (الزلاجات)
  - الورنك

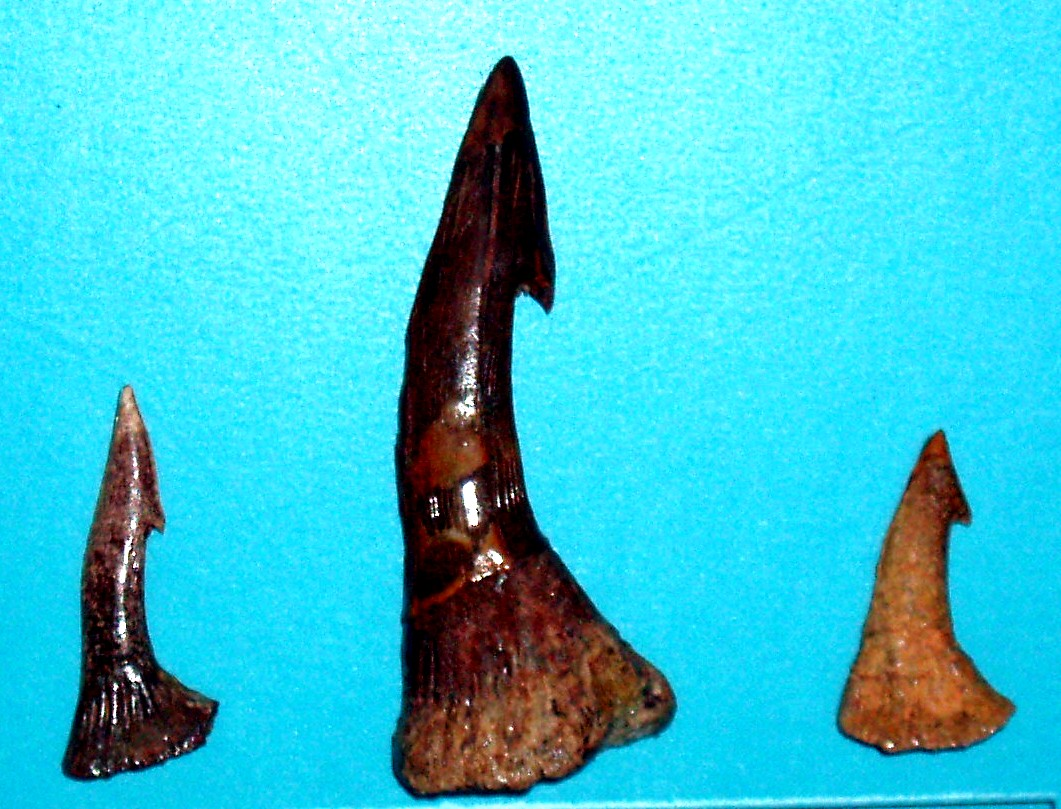
حفريات (Onchopristis)

- الفصيلة رندا (Rhinidae) (أسماك الجيتار المنحنية الأنف)
- فصيلة قيثارات البحر (Rhinobatidae) (أسماك الجيتار)
- الفصيلة رهينوباتيداي (Rhynchobatidae) (الأسماك الوتدية)
- الفصيلة أناكانثوباتيداي (Anacanthobatidae) (الزلاجات السلسة)

تعد فصيلة الحفريات رهينوباتيداي (Rhombodontidae)، وزمنها من مرحلة ماستريتشتيان (Maastrichtian) حتى فترة الكريتاسي في أوربة وآسيا وإفريقية والأمريكيتين.